# Franz-Josef Balke
Franz-Josef Balke (* 6. Februar 1939 in Paderborn) ist ein deutscher Politiker (CDU).
Nach dem Abschluss der Hauptschule im Jahr 1954 ließ sich Balke zum Tischler ausbilden und wurde 1963 Tischlermeister. Von 1965 bis 1990 arbeitete er für einen Bauelemente-Vertrieb im Außendienst. Von 1990 bis 1998 war er selbständig tätig.
Balke, seit 1965 Mitglied der CDU, saß von 1975 bis 1992 im Verler Gemeinderat und war von 1973 an Kreistagsmitglied in Gütersloh. Von 1983 bis 1988 war Balke stellvertretender Landrat des Kreises Gütersloh, danach war er bis 1994 Landrat. Bis 1997 war er wieder stellvertretender Landrat. Balke war von 1990 bis 2000 Abgeordneter des elften und zwölften Landtags von Nordrhein-Westfalen. Er zog jeweils über ein Direktmandat (Wahlkreis Gütersloh 1) in den Landtag ein.
1998 wurde er mit dem Bundesverdienstkreuz am Bande ausgezeichnet.